# Norman Corwin
Pour les articles homonymes, voir Corwin.
Norman Corwin (né le 3 mai 1910 à Boston, Massachusetts (États-Unis) et mort le 18 octobre 2011) est un scénariste, acteur et animateur de radio américain.

## Biographie
Récipiendaire de plusieurs prix tout au long d'une carrière de plus de 70 ans, Norman Corwin a écrit, produit et réalisé pour la radio, la télévision, le cinéma et la scène.
En plus des Emmy Award et Golden Globes, il a reçu une nomination aux Oscar du cinéma en 1956 pour le scénario de Lust for Life (biographie de Vincent van Gogh mettant en vedette Kirk Douglas).
En tant qu'animateur radiophonique, il est aux premières loges de l'âge d'or de la radio aux États-Unis. Ses émissions durant la Deuxième Guerre mondiale sont très suivies.
Il meurt le 18 octobre 2011, à l'âge de 101 ans. Il était alors auteur en résidence au USC Annenberg School for Communication and Journalism en Californie.
En 1947, il épouse l'actrice Katherine Locke (également née en 1910) ; leur mariage prend fin à la mort de celle-ci en 1995.

## Filmographie

### Comme scénariste
- 1943 : Et la vie recommence
- 1951 : La Femme au voile bleu (The Blue Veil), de Curtis Bernhardt
- 1953 : Vicky (Scandal at scourie)
- 1956 : Moby Dick
- 1956 : No Place to Hide (en)
- 1956 : La Vie passionnée de Vincent van Gogh (Lust for Life)
- 1958 : La Maja nue (The Naked Maja)
- 1960 : The Story of Ruth
- 1962 : Madison Avenue (en)
- 1974 : Judgement: The Court Martial of the Tiger of Malaya - General Yamashita (TV)
- 1978 : CBS: On the Air (feuilleton TV)

On peut citer aussi L' Odyssée de Runyon Jones.

### Comme acteur
- 1972 : Norman Corwin Presents (série TV) : Host (1971)

## Enregistrement sonore
- 1940 : Boots (1903) de Rudyard Kipling[2]

## Boris Vian
Dans Les Temps Modernes no 11 d'août-septembre 1946, Boris Vian consacre un article à Norman Corwin.
"Il est extrêmement regrettable que pas une des pièces radiophoniques de Corwin n'ait encore été traduite en français - voire montée - ; mais il y a un ensemble d'écueils à éviter sur lesquels les services compétents de la radiodiffusion briseraient allègrement leur barque : choix des voix d'enfants, domaine dans lequel l'Amérique est jusqu'ici inégalée (rappelez-vous, au cinéma, Bobs Watson dans Des hommes sont nés et  L'Étrange sursis, et plus récemment, Butch Jenkins dans The Human Comedy), montage sonore avec ses effets généralement outrés chez nous, nature du texte souvent nuancé d'une naïveté qui n'aurait à faire qu'un bien court chemin pour tourner à la stupidité. Le fait est là. Corwin est inconnu en France."

## Source
La Belle Époque, p. 179, Le Livre de poche,  (ISBN 2253144320).
(c) "Cohérie Boris Vian" 1996